# Episodi di Voltron: Legendary Defender (quarta stagione)
La quarta stagione della serie d'animazione Voltron: Legendary Defender, composta questa volta da 6 episodi, è stata interamente pubblicata su Netflix il 13 ottobre 2017. In Italia va in onda dal 28 settembre 2018 su K2.
| N° (serie) | N° (stagione) | Titolo originale  | Titolo italiano    | Data USA        | Data Italia       |
| ---------- | ------------- | ----------------- | ------------------ | --------------- | ----------------- |
| 34         | 01            | Code of Honor     | Codice d'onore     | 13 ottobre 2017 | 28 settembre 2018 |
| 35         | 02            | Reunion           | L'incontro         | 13 ottobre 2017 | 2 ottobre 2018    |
| 36         | 03            | Black Site        | La base segreta    | 13 ottobre 2017 | 3 ottobre 2018    |
| 37         | 04            | The Voltron Show! | Lo show di Voltron | 13 ottobre 2017 | 4 ottobre 2018    |
| 38         | 05            | Begin the Blitz!  | L'inizio del blitz | 13 ottobre 2017 | 5 ottobre 2018    |
| 39         | 06            | A New Defender    | Un nuovo paladino  | 13 ottobre 2017 | 9 ottobre 2018    |